# Ulisses (pel·lícula de 1954)
Ulisses (títol original en italià: Ulisse) és una pel·lícula italiana dirigida per Mario Camerini, estrenada el 1954. Ha estat doblada al català.

## Argument[3]
Ulisses, rei de l'illa d'Ítaca, va marxar fa molt de temps per participar en el setge de Troia. Després de la presa de la ciutat, el seu viatge de tornada pel mar va ser retardat per nombrosos perills com la seva trobada amb el ciclop Polifem, la de la maga Circe o també els captivadors cants de les sirenes… Durant aquest temps, a Ítaca, la seva dona Penèlope ha d'enfrontar-se a altres proves: interessats per l'accessió al tron, múltiples pretendents que afirmen que Ulisses és mort, l'apressen a prendre espòs. La reina retarda el venciment prometent escollir el seu nou marit així que haurà acabat el teixit de la seva gran tapisseria: cada nit, desfà el seu treball de la vetlla...

## Repartiment
- Kirk Douglas: Ulisses
- Silvana Mangano: Circe/Penèlope
- Anthony Quinn: Antinoos
- Rossana Podestà: Nausica
- Mario Feliciani: Eurímac
- Piero Lulli: Aquil·les
- Ferruccio Stagni: Mentor
- Alessandro Fersen: Diomedes
- Oscar Andriani: Calops
- Umberto Silvestri: Polifem i Cracos
- Jacques Dumesnil: Alcínou
- Daniel Ivernel: Euríloc
- Franco Interlenghi: Telèmac
- Sylvie: Euricles
- Elena Zareschi: Cassandra
- Ludmila Dudarova: Areta, mare de Nausicaa
- Riccardo Garrone: un pretendent
- Andrea Aureli: un pretendent
- Alberto Lupo: un pretendent
- Walter Brandi: un pretendent
- Aldo Pini: Polites, company d'Ulisses
- Amerigo Santarelli: lluitador amb Cracos
- Renato Malavasi:	conseller d'Alsinus
- Massimo Pietrobon: company d'Ulisses

## Al voltant de la pel·lícula
- Els vestits de Silvana Mangano han estat concebuts per Madame Grès, famosa creadora de la casa d'alta costura del mateix nom, establiment desaparegut el 1987 i del qual només ha sobreviscut la marca Perfums Grès .[4]
- El «ciclop», d'aproximadament 10 metres d'alçada, era accionat mecànicament per fils i un xiulet[1]
- Les armadures i armes han estat prestades pels museus d'Atenes, Nàpols i Roma.[1]
- La producció havia previst rodar algunes escenes a l'Ítaca, però un terratrèmol ho va impedir.[1]